# 中間仰木彬記念球場
中間仰木彬記念球場（なかまおおぎあきらきねんきゅうじょう）は、福岡県中間市にある野球場である。旧称は中間市営野球場。

## 概要
本球場は1978年に建設・開場された。
2012年に施設の老朽化の為に改装・修繕工事を実施。この際にはスポーツ振興くじ助成事業による資金交付を受けた。
本球場では高校野球の県大会や、当市出身の野球選手・監督であった仰木彬を記念して2016年より中間市内の4中学校の野球部及び福岡県内の12校の中学校の野球部を招待して『仰木彬記念野球大会』を開催している。
中間市は仰木彬顕彰事業の一環として、2017年4月1日より本球場の名称を『中間仰木彬記念球場』と変更した。
2022年より九州アジアリーグに参加する福岡北九州フェニックスが公式戦を開催する予定とされていた（同年1月発表の日程表では8試合）が。3月11日発表の日程表では予定がなくなっている。

## 交通
- JR九州筑豊本線福北ゆたか線 筑前垣生駅から徒歩5分